# Herbert Wehner
Herbert Wehner, né à Dresde le 11 juillet 1906 et mort à Bonn le 19 janvier 1990, est un homme politique allemand.

## Biographie
Né d'un père cordonnier et d'une mère couturière, Herbert Wehner suit une formation en Realschule, suivie d'un apprentissage dans le commerce. Après quelques années de rédacteur dans la presse anarchiste, il adhère en 1927 au KPD (parti communiste). Il y accède à des responsabilités salariées, au sein du Secours rouge.
En 1930, il est vice-secrétaire du KPD en Saxe, puis élu, la même année, au parlement régional. Il y devient vice-président du groupe parlementaire du KPD. En 1932, il est secrétaire technique du bureau politique du KPD et travaille en étroite collaboration avec le président du parti, Ernst Thälmann.
Après la prise du pouvoir par les nazis en 1933, il travaille jusqu'en 1935 dans l'illégalité pour le KPD interdit, puis dans les pays européens occidentaux et à partir de 1937 au Komintern à Moscou qui l'envoie en Suède. Il y est condamné à un an de prison en 1942 pour « menace de la liberté et de la neutralité suédoises », peine qu'il purge dans la prison de Långholmen. Il est exclu du KPD et rompt définitivement avec le communisme.
En 1946 il rentre en Allemagne et adhère au SPD. Représentant l'aile marxiste du parti, il compte vite parmi le cercle rapproché du président du parti Kurt Schumacher. Il est député au Bundestag de 1949 à 1983 (et de 1949 à 1966 président de la commission parlementaire pour les questions allemandes, concernant les relations RFA/RDA). Il est vice-président du groupe parlementaire du SPD de 1958 à 1973. Il siège également à l'Assemblée commune de la Communauté européenne du charbon et de l'acier dès 1952.
Principal stratège du parti, il joue un rôle important dans la rédaction du programme de Godesberg qui fait du SPD, parti de classe, un parti de gauche populaire, et le propulse à la vice-présidence du SPD. Il prononce un discours devant le Bundestag dans lequel il approuve au nom du SPD la politique d'intégration au bloc de l'ouest du chancelier Konrad Adenauer. Il est très tôt pour une « grande coalition » avec la CDU/CSU dans laquelle la capacité à gouverner du SPD devrait faire ses preuves.
Dans la grande coalition (1966-1969) du chancelier Kurt Georg Kiesinger, il est ministre fédéral des Questions pan-allemandes. Il initie l'achat, par la République fédérale, de prisonniers politiques est-allemands. Au début de la coalition sociale-libérale (1969-1974, SPD + FDP) du chancelier Willy Brandt, il prend la tête du groupe parlementaire SPD au Bundestag. Il s'engage très activement dans la nouvelle politique allemande et orientale (relations diplomatiques avec la RDA et le bloc de l'Est) du nouveau gouvernement. Avec ses discours combatifs et ses interventions passionnées lors des débats enflammés, il apporte énergie et vivacité au Bundestag.
Après la chute du gouvernement d'Helmut Schmidt (1974-1982) il ne se présente plus aux élections législatives à partir de celles de mars 1983. Il meurt en 1990 et sa femme Greta en 2017.